# اندیس آنومالی دربمزار
آنومالی دربمزار یک اندیس فلزی است که در حوالی شهر سبزواران استان کرمان قرار دارد و مادهٔ معدنی موجود در آن، طلا است.سنگ میزبان این اندیس گرانودیوریت، ریولیت، آندزیت، بازالت است  در این اندیس، پاراژنز‌های مالاکیت، باریت، پیریت یافت می‌شوند.